# Pádraig Harrington
Pádraig Harrington (Dublin, 31 augustus 1971) is een Ierse golfprofessional.

## Professional
In 1995 werd Harrington professional. Hij ging naar de Tourschool en behaalde daar zijn spelerskaart voor 1996. Van de eerste tien wedstrijden haalde hij negen keer de cut en won hij het Spaans Open. Aan het einde van het jaar stond hij 11de op de Order of Merit van de Europese Tour, waardoor hij ook mocht meespelen in de World Cup en de Alfred Dunhill Cup.  
In 1997 eindigde hij als 7de op de Order of Merit, met een 5de plaats op het Britse Open op Troon en een 2de plaats op de Volvo Masters op Valderrama. Hij won de World Cup op Kiawah Island met Paul McGinley. De laatste keer dat Ierland die gewonnen had was toen 39 jaar geleden. In 1999 speelde hij zijn eerste Ryder Cup en won hij van Mark O'Meara. 
In 2001 eindigde Harrington negen keer op de tweede plaats voordat hij de Volvo Masters won. Aan het einde van het jaar stond op de 10de plaats van de wereldranglijst. In 2002 won hij de Target World Challenge, waarvoor hij werd uitgenodigd door Tiger Woods. Hoewel deze wedstrijd buiten de Amerikaanse PGA Tour valt, eindigde hij toch op de 6de plaats van de wereldranglijst. 
In 2006 eindigde Harrington als winnaar van de Europese Order of Merit. In 2007 won hij het 136ste Britse Open op Carnoustie (Schotland) en het Iers Open op eigen bodem. In december werd hij European Tour Golfer of the Year. Op 20 juli 2008 won Harrington het Brits Open voor de tweede maal, ditmaal op Royal Birkdale nabij Liverpool. Enkele weken later won hij het Amerikaanse PGA Kampioenschap als eerste Europeaan sinds Tommy Armour in 1930. Harrington was de eerste Europeaan die twee majors achter elkaar won en de eerste Europeaan die het Open twee keer achter elkaar won sinds James Braid in 1906. 

### Gewonnen
Nationaal
- 1998: PGA Kampioenschap van Ierland, later ook in 2004, 2005, 2007, 2008 en 2009

Europese Tour
- 1996: Spaans Open
- 2000: Sao Paulo 500 Years Open, Turespana Masters de Madrid
- 2001: Volvo Masters
- 2002: Alfred Dunhill Links Championship
- 2003: BMW Asian Open, Deutsche Bank Open
- 2004: Hong Kong Open, German Masters
- 2006: Alfred Dunhill Links Championship
- 2007: Iers Open, Brits Open
- 2008: Brits Open, Amerikaans PGA Kampioenschap

Amerikaanse PGA Tour
- 2005: Honda Classic, Barclays Classic
- 2007: Brits Open
- 2008: Brits Open, Amerikaans PGA Kampioenschap

Japan Golf Tour
- 2006: Dunlop Phoenix

Aziatische Tour
- 2002: BMW Asian Open
- 2004: Hong Kong Open
- 2010: Iskandar Johor Open
- 2016: Portugal Masters

Elders
- 2007: Hassan II Trophy

### Teams
- World Cup: 1996, 1997, 1998, 1999, 2000, 2001, 2002, 2003, 2004, 2005
- Seve Trophy: 2002, 2003, 2005
- Alfred Dunhill Cup: 1996, 1997, 1998, 1999, 2000
- Ryder Cup: 2002, 2004, 2006, 2010